# Hito Esmeralda

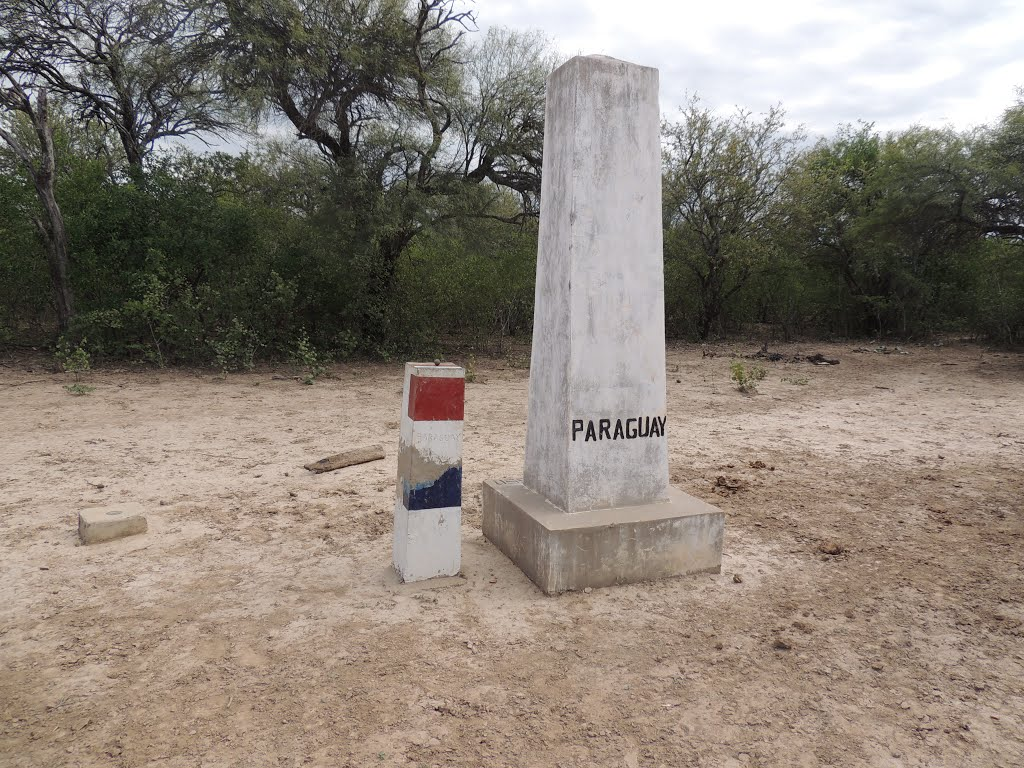
Meilenstein I Esmeralda Pozo Hondo Chaco Paraguay, in der Nähe des Destacamento Naval Teniente Anselmo Escobar an der Grenze zu Bolivien gelegen

Der Punkt Hito Esmeralda (spanisch "hito" Grenzstein, "esmeralda" smaragdfarben) markiert das Dreiländereck in Südamerika, an dem die Grenzen der Länder Argentinien, Bolivien und Paraguay zusammenlaufen. Hito Esmeralda liegt auf einer Höhe von etwa 200 m, 8 km nordöstlich der Ortschaft Santa Victoria und 8 km nördlich der Misión La Merced. 
Der Punkt wird vom Fluss Pilcomayo gekreuzt, der aus Bolivien kommend von hier aus weiter durch den Gran Chaco in südöstlicher Richtung fließt.
Koordinaten: 22° 14′ 53″ S, 62° 38′ 29″ W